# Římskokatolická farnost Milovice
Římskokatolická farnost Milovice (dříve Římskokatolická farnost Mladá) je zaniklé územní společenství římských katolíků v Milovicích a okolí. Organizačně spadalo do nymburského vikariátu, který byl jedním z vikariátů litoměřické diecéze. Nymburský vikariát zanikl v rámci změn hranic diecézí ke 31. květnu 1993 a farnost byla začleněna do pražské arcidiecéze do staroboleslavského vikariátu.

## Kostely a kaple na území farnosti
| Fotografie | Kostel                            | Místo    | Zeměpisné souřadnice            |
| ---------- | --------------------------------- | -------- | ------------------------------- |
|            | Kostel sv. Kateřiny Alexandrijské | Milovice | 50°13′41″ s. š., 14°53′0″ v. d. |

Ve farnosti se nacházely také další drobné sakrální stavby a pamětihodnosti.

## Historie farnosti
V místě byla od roku 1787 lokálie. Farnost byla kanonicky zřízena roku 1855 jako Římskokatolická farnost Mladá. Roku 1907 byla farnost přenesena do Milovic a stala se z ní Římskokatolická farnost Milovice. Obec Předměřice nad Jizerou územím patřila do pražské arcidiecéze, avšak do duchovní správy byla delegována milovickému faráři. Milovická farnost zanikla od 1. ledna 2006, kdy se stala součástí farnosti Lysá nad Labem.